# Defensa del sentido común
Defensa del sentido común (En inglés: A Defence of Common Sense) es un ensayo de 1925 del filósofo G. E. Moore. En él, intenta refutar el escepticismo absoluto (o nihilismo) argumentando que al menos algunas de nuestras creencias establecidas, los hechos, sobre el mundo son absolutamente ciertas. Moore argumenta que estas creencias son de sentido común . 

## Resumen
En la sección uno, argumenta que tiene cierto conocimiento de una serie de verdades, como "mi cuerpo ha existido continuamente encima o cerca de la tierra, a varias distancias o en contacto con otras cosas existentes, incluidos otros seres humanos vivos", "Soy un ser humano" y "Mi cuerpo existió ayer". 
En la sección dos, argumenta que hay una distinción entre hechos mentales y hechos físicos. Él dice que no hay una buena razón para sostener, como lo hicieron muchos filósofos de su tiempo, que cada hecho físico depende lógicamente de los hechos mentales, o que cada hecho físico depende causalmente de los hechos mentales. Un ejemplo de un hecho físico es "La repisa de la chimenea está actualmente más cerca de este cuerpo que la de la estantería". Los hechos mentales incluyen "Estoy consciente ahora" y "Estoy viendo algo ahora". 
En la sección tres, afirma que no solo no cree que haya buenas razones para creer que todos los objetos materiales fueron creados por Dios, sino que tampoco el sentido común da razones para pensar que Dios existe en absoluto o que existe una vida futura . 
La cuarta sección considera cómo se deben analizar las proposiciones de sentido común como " Aquí está mi mano ". Moore considera tres posibilidades que se le ocurren sobre cómo lo que sabemos en estos casos está relacionado con lo que sabemos acerca de nuestros datos sensoriales, es decir, lo que ve cuando mira su mano. Moore concluye que estamos absolutamente seguros de la creencia de sentido común, pero que no se ha ofrecido ningún análisis de las proposiciones que esté cerca de ser cierto. 
La quinta sección es un examen del problema de otras mentes. Moore argumenta que "hay otros" yo", pero explica por qué esta pregunta ha desconcertado a los filósofos. En otras palabras, los datos sensoriales que percibe a través de sus sentidos son hechos sobre la interacción del mundo externo y de sí mismo, pero él (y otros filósofos) no saben cómo analizar estas interacciones. 